# 嶋田美樹
嶋田 美樹（しまだ みき、1983年3月29日 - ）は、日本の元女子バレーボール選手。

## 来歴
和歌山県新宮市出身。小学校5年生からバレーボールを始める。四天王寺高校入学時には身長が180cmを超え、将来の全日本選手として嘱望されていた。春高バレー・インターハイ等に出場し、1999年世界ユース選手権で優勝を経験。当時東洋紡の監督をしていた柳本晶一に注目され、2001年に入社した。
2002年、東洋紡が廃部となり、V1リーグ（チャレンジリーグ）の三洋電機大阪に移籍。2005年、第7回V1リーグでチーム初優勝に貢献し、V1チーム所属選手史上初の全日本代表に選出。同年のワールドグランプリ、アジア選手権に出場した。2006年、第8回V1リーグにおいて3年連続ブロック賞を受賞。同年、プレミアリーグの日立佐和リヴァーレに移籍した。2006/07シーズンからはプレミアリーグに舞台を移す。
2007/08シーズンは故障により戦線を離脱していた。2008/09シーズンから復帰したがその年のプレミアリーグでは最下位に終わった。
2009年5月、日立佐和リヴァーレを退社。

## 球歴
- 全日本代表 - 2005-2007年

## 所属チーム
- 千穂小
- 緑丘中
- 四天王寺高等学校
- 東洋紡（2001-2002年）
- 三洋電機大阪（2002-2006年）
- 日立佐和リヴァーレ（2006-2009年）

## 受賞歴
- 2004年 - 第6回V1リーグ ブロック賞
- 2005年 - 第7回V1リーグ ブロック賞
- 2006年 - 第8回V1リーグ ブロック賞